# Théâtre Corona
El Théatre Corona és una sala d'espectacles de Mont-real, situada en el núm. 2.490 del carrer de Notre-Dame oest, en el barri Saint-Henri. Fou erigit el 1912, tot acollint films muts i espectacles de vodevil. El Teatre Corona va viure moments d'esplendor fins a la dècada dels anys 60 del segle passat. El 1967, un projecte de renovació urbana, l'amenaçà de demolició.
L'octubre de 1997 és comprat per l'Institut des Arts de la Scène (sense afanys de lucre). El teatre reobre les portes un any després (octubre 1998). Una segona fase de les obres (2003 i 2004) permet acabar les feines a la façana i la restauració interior.